# Eastonita
L'eastonita és un mineral de la classe dels silicats, que pertany al grup de la biotita. Rep el nom de la localitat d'Easton, a Pennsilvània, la seva localitat tipus.
Va ser descrita com a «vermiculita clorítica» per Clarke i Schneider el 1891 i com una «alteració de la flogopita a serpentina» pel professor Frederick Burritt Peck l'any 1905, i estudis realitzats l'any 1987 van semblar confirmar que era en realitat una barreja de flogopita i una nova forma de serpentina. No obstant, l'any 1998 va ser redefinida com a espècie pel subcomitè de les miques de l'Associació Mineralògica Internacional.

## Característiques
L'eastonita és un silicat de fórmula química KMg₂Al(Al₂Si₂O10)(OH)₂. Cristal·litza en el sistema monoclínic.
Segons la classificació de Nickel-Strunz, l'eastonita pertany a «09.EC - Fil·losilicats amb plans de mica, compostos per xarxes tetraèdriques i octaèdriques» juntament amb els següents minerals: minnesotaïta, talc, wil·lemseïta, ferripirofil·lita, pirofil·lita, boromoscovita, celadonita, chernykhita, montdorita, moscovita, nanpingita, paragonita, roscoelita, tobelita, aluminoceladonita, cromofil·lita, ferroaluminoceladonita, ferroceladonita, cromoceladonita, tainiolita, ganterita, annita, ephesita, hendricksita, masutomilita, norrishita, flogopita, polilitionita, preiswerkita, siderofil·lita, tetraferriflogopita, fluorotetraferriflogopita, wonesita, tetraferriannita, trilitionita, fluorannita, xirokxinita, shirozulita, sokolovaïta, aspidolita, fluoroflogopita, suhailita, yangzhumingita, orlovita, oxiflogopita, brammal·lita, margarita, anandita, bityita, clintonita, kinoshitalita, ferrokinoshitalita, oxikinoshitalita, fluorokinoshitalita, beidel·lita, kurumsakita, montmoril·lonita, nontronita, volkonskoïta, yakhontovita, hectorita, saponita, sauconita, spadaïta, stevensita, swinefordita, zincsilita, ferrosaponita, vermiculita, baileyclor, chamosita, clinoclor, cookeïta, franklinfurnaceïta, gonyerita, nimita, ortochamosita, pennantita, sudoïta, donbassita, glagolevita, borocookeïta, aliettita, corrensita, dozyïta, hidrobiotita, karpinskita, kulkeïta, lunijianlaïta, rectorita, saliotita, tosudita, brinrobertsita, macaulayita, burckhardtita, ferrisurita, surita, niksergievita i kegelita.

## Formació i jaciments
Va ser descoberta a la pedrera Sherrer, situada al complex de la pedrera C.K. Williams & Co., a la localitat d'Easton, al comtat de Northampton (Pennsilvània, Estats Units). També ha estat descrita posteriorment a l'estat de Wisconsin, així com al Canadà, Itàlia, Noruega, Turquia, l'Índia, la República Popular de la Xina i Austràlia.